# Giuseppe Gallo (artista)
Giuseppe Gallo (Rogliano, 16 marzo 1954) è un artista, pittore e scultore italiano.

## Biografia
Giuseppe Gallo nasce a Rogliano, in Calabria e trascorre l’adolescenza a Genova, dove compie gli studi liceali.  Grazie all’attività di restauratore del padre egli si avvicina sin da giovanissimo all’arte antica e alle sue tecniche. 
Intraprende a Roma gli studi di architettura che però mette da parte per dedicarsi totalmente all’attività artistica.
Nel 1976 Gallo si stabilisce a Roma e nello stesso anno inaugura la prima mostra personale alla Galleria Ferro di Cavallo. Nel 1977 si trasferisce nel quartiere di San Lorenzo all’ex stabilimento industriale Pastificio Cerere (dove tuttora mantiene il proprio studio) che dal 2004 è sede dell’omonima Fondazione orientata alla promozione e diffusione dell’arte contemporanea. Qui sono radunati altri artisti quali: Nunzio, Bruno Ceccobelli, Gianni Dessì, Piero Pizzi Cannella e Marco Tirelli. Inizia un fecondo percorso di lavoro che con la mostra Ateliers (1984) curata da Achille Bonito Oliva, sancirà quella che a posteriori verrà definita la Nuova Scuola Romana o Scuola di San Lorenzo.
Nel 1979 approda in ambito internazionale con la collettiva Europa ’79 a Stoccarda e con una mostra alla Galerie Ivonne Lambert di Parigi. Nel 1986 Gallo partecipa alla XI Esposizione Quadriennale Nazionale d’Arte di Roma e per la prima volta viene chiamato alla 'Biennale di Venezia' nella sezione “Arte e Alchimia” curata da Arturo Schwarz. Nel 1990 Gallo partecipa alla XLIV Biennale di Venezia – dal titolo “Dimensione futuro. L’artista e lo spazio”, curata da Giovanni Carandente –, con una sala personale all’interno del Padiglione Italia. Negli anni si susseguono numerose mostre sia in Italia che all’estero. 
Le opere di Giuseppe Gallo fanno parte di diverse collezioni pubbliche: il Museum of Modern Art di New York, il Museum Moderner Kunst Stiftung Ludwig (Mumok) di Vienna, il Gemeentemuseum Helmond, les Abattoirs FRAC Midi-Pyrénées , il Groninger Museum di Groninga, il Fukuyama Museum of Art di Fukuyama, il Museum Art-Plus di Donaueschingen, il Museum Biedermann di Donaueschingen, il Museo d'arte moderna e contemporanea di Trento e Rovereto, la Galleria d'arte moderna e contemporanea di Torino, il CAMUSAC di Cassino, Parkview Green Contemporary Art Museum di Pechino..